# Потіївка (Житомирський район)
Поті́ївка — село в Україні, адміністративний центр Потіївської сільської територіальної громади Житомирського району Житомирської області. Населення 1663 осіб.

## Населення
Лаврентій Похилевич у праці «Сказання про населені місцевості Київської губернії» 1884 року вказує, що село Потіївка разом з південною околицею Букачами мало населення 571 мешканців, 70 з яких були римо-католиками.
За даними перепису населення СРСР 1939 року чисельність населення становила 2 682 особи, з них українців — 2 363, росіян — 83, німців — 8, євреїв — 43, поляків — 39, чехів — 113, інших — 146.

## Географія
Село розташоване на обох берегах річки Павлівщина, яка формує великий ставок. У центрі села лівого боку до Павлівщини впадає річка Очеретянка (на якій є Христинівський ставок), а з правого боку - річка Вітряківка.

## Символіка

### Герб
у золотому полі червоне вістря, на якому хрест, накладений на нього півмісяць ріжками додолу, під ними обабіч два трикутники вершинами вниз, а між тими - три укорочені зрізані бруски, всі золоті; у золотих полях - по зеленій шишці хмелю. Золоті хрест, півмісяць, трикутники та бруски в червоному полі є елементами герба митрополита Іпатія Потія, на честь якого й було назване поселення. Шишки хмелю вказують на розвинене хмелярство. Золоте поле символізує добробут і щедрість.

### Прапор
Квадратне полотнище, з нижніх кутів до середини верхнього краю йде червоний клин, на якому хрест, накладений на нього півмісяць ріжками додолу, під ними обабіч два трикутники вершинами вниз, а між тими - три укорочені зрізані бруски, всі жовті; на жовтих полях у верхніх кутах від древка і з вільного краю - по зеленій шишці хмелю.

## Історія

### Час заснування і походження назви

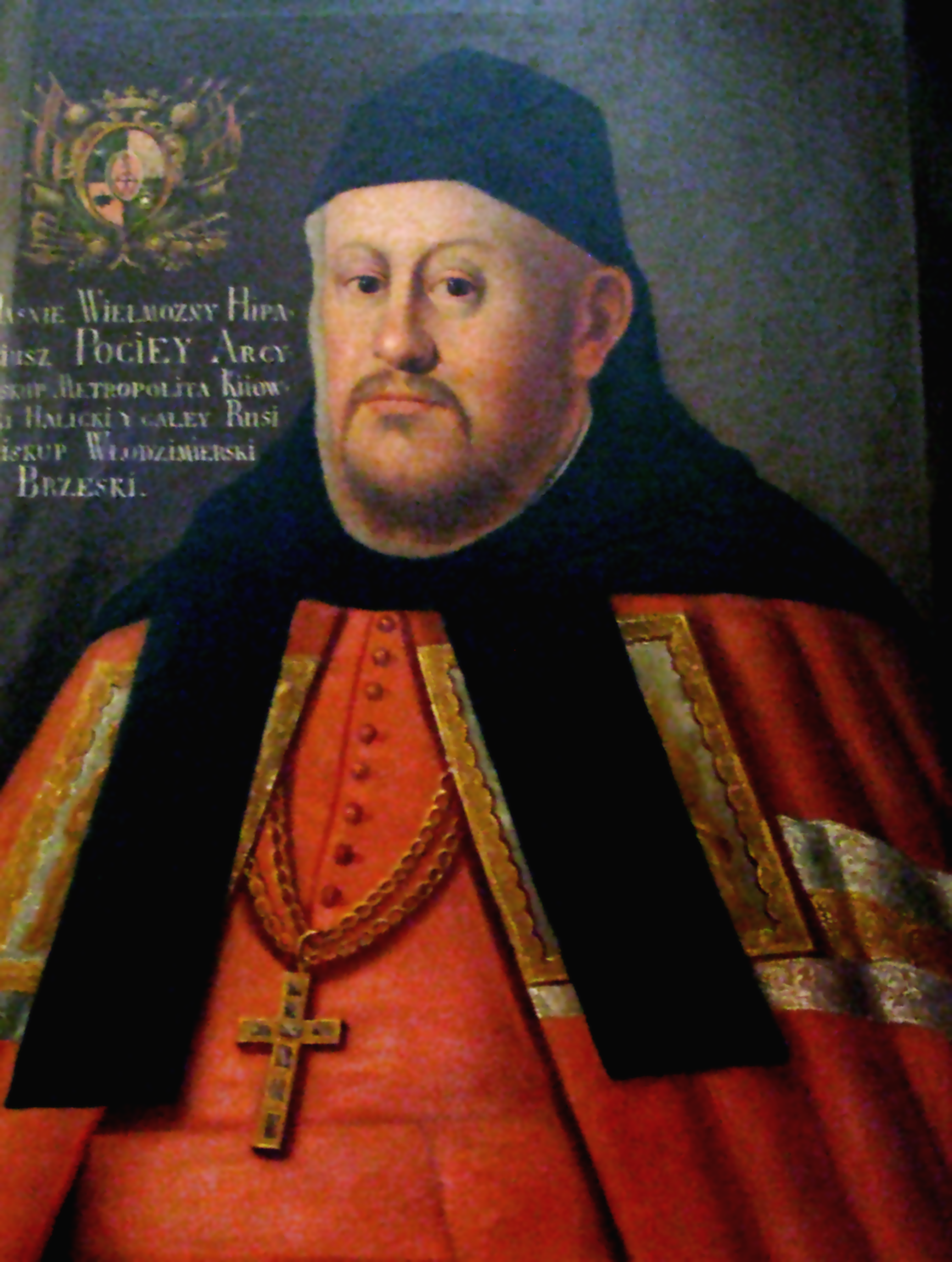
Портрет засновника села — Іпатія Потія (XVII ст.)

Історик В. Кисиленко віднайшов польськомовний документ, де йшлося, що Потіївка була заснована з дозволу митрополита Іпатія Потія його підданим Петром Андрійовичем 28 червня 1603 року й була названа на його честь.
|  | Року 1603 Священик Іпатій Потій митрополит, зібравши тридцять підданих на землі церковній Осецькій, або Вереміївській, з яких одному Петру Андрійовичу підписав право на заснування слободи на тих же землях, яким застерігає, щоб те село вже не Осічею, а від імені його Потійовим називалося, а також, щоб піддані новопоселені через 15 років повинності підданські двору митрополитському виконували так само, як і інші піддані інших сіл митрополитських роблять. Оригінальний текст (пол.) Roku 1603 Xiądz Hippolit Pociey Metropolita, zebrawszy Trzydziestu Poddanych na groncie Cerkiewnym Osieckim, czyli Weremijowskim, z pomiędzy ktorych iednemu Petrowi Andryiowiczowi, na Osadzenie słobody na Tymże groncie podpisał Prawo, którym ostrzega aby te sioło, od tad iuz nie Osieczą, lecz od Imienia Jego Potijowem nazywało sie Oraz aby ci Poddani nowoosadzeni, po skończonych Pietnastu Latach, Powinność Poddańską Dworowi Metropolitanskiemu pełnili, taką iako inni Poddani drugich Wsiów Metropolitańskich odbywaią. |

### Подальші події
Село з поч. XVII ст. було митрополичим маєтком, а в XVIII ст. Радомишль був осідком греко-католицьких митрополитів; Потіївка з церквою і приходом належала до Радомишльського ключа.
Через те, що це село заселили вихідці з сусіднього села Вереміївка, стосовно Потіївки у документах XVII—XVIII ст. зустрічається дві назви — Вереміївка і Потіївка. Але з XIX ст. залишається одна, поточна назва.

Родовід села Потіївка. Друга пол. XVIII ст.

Мапа Потіївки 1866 року

Зі статистичного збірника Київського губернського правління 1900 р. в селі Потіївці було 215 дворів, 1098 жителів. Населення займалось землеробством, а крім того — виробництвом коліс на суму 250 крб. на рік. В селі була одна церква, одна церковно-приходська школа в якій один учитель навчав до 40 дітей заможних селян, один вітряк, один хлібний магазин. Був ще пожежний обоз з чотирьох бочок і чотирьох багрів.
Першу звістку про Лютневу революцію в селі поширив учитель місцевої школи, який відзначався вільнодумством. Навесні 1917 р. в селі з'явилися перші дезертири з фронту.
4 листопада 1921 р. під час Листопадового рейду у Потіївці зупинилась на ночівлю Подільська група (командувач Сергій Чорний) Армії Української Народної Республіки. Група простояла у Потіївці до 6 листопада.
В 1924 р. в Потіївці комуністами було створено комнезам, який поставив питання про перерозподіл землі. Частина малоземельних селян одержали землю на західній околиці села і заснували там новий хутір  — Нова Громада. В кінці 1927 р. в Потіївці було створено комуну, у якій спочатку ввійшли 18 господарств. Комунари одержали землю, усуспільнили все майно, побудували декілька господарських приміщень. Комуні було передано панський паровий млин в селі Рубанці (нині Малинського району), який давав їй значні прибутки. В 1929 р. в селі був організований колгосп ім. Чубаря, а в 1930 р. було утворено другий колгосп — «Червоноармієць», які в 1950 р. об'єдналися в один — колгосп ім. Леніна, з 1962 р. — «Шлях до комунізму», а з 1964 р. — «Прогрес». В 1924 р. в Потіївці була побудована початкова школа, яка в 1926 р. стала семирічкою, а з 1936 р. — середньою.
В 1922—1959 рр. Потіївка була районним центром. Тут діяла машинно-тракторна станція, яка була створена в 1931 р., цегельний завод, потужністю 3 млн шт. цегли в рік, будівництво якого було завершено в 1958 р., діяв млин, маслозавод, лікарня на 75 ліжок, сільгосптехніка, яка обслуговувала 9 колгоспів, кінотеатр, будинок культури, середня школа, школа-інтернат, комунгосп, поштове відділення та ін.
У 2-й пол. ХХ ст. до складу Потіївки приєднали хутори: Нова Громада та Журатин.

## Місцевості

Мапа Потіївки 1855 року

### Хутір Журатин
Журатин — хутір, що був у полі між селами Нераж та Потіївка. Існував у першій половині XX століття. Розташовувався на заболочених полях при витоках річки Павлівщина. Станом на 1943 рік мав 22 двори.

### Веремійки та Нова Громада
Під 1514 роком уперше згадується село Веремійки (Осіча), яке історик В. Кисиленко локалізував у межах вулиці Шевченка села Потіївка. У 1601 році поселення мало всього лише 4 двори (дими). А у 1603 році село припинило існування через заснування Потіївки та переселення його мешканців у нове поселення.
За даними історика Леоніда Тимошенка, перша писемна згадка про село Осіча датується грамотою 1514 року. Назва походить від однойменної річки Осіча (нині — річка Павлівщина на території села Потіївка).
З 1569 року село належало київським митрополитам.
У 1924 році в Потіївці комуністами було створено комнезам, який поставив питання про перерозподіл землі. Частина малоземельних селян одержали землю на західній околиці села і заснували на місці колишнього села Веремійки новий хутір — Нова Громада. Станом на 1943 рік хутір мав 32 двори. У другій половині XX століття хутір було приєднано до складу села Потіївка.

### Стовпець-Букачі
Лаврентій Похилевич у праці «Сказання про населені місцевості Київської губернії» 1884 року пише, що Букачами називалася південна частина села Потіївки.
У 1920-х — 1930-х роках до складу села приєднали поселення Букачі (Стовпець), що було південніше Потіївки.
У 1923 р. увійшло до Потіївської сільради Потіївського району. Станом на 1941 рік на обліку не значиться.

## Економіка
Наприкінці XIX століття неподалік Потіївки, у поселенні Вівче, оселилися чеські переселенці. Вони привезли культуру вирощування хмелю, яка стала важливою для регіону. 
До початку 2000-х років у Потіївці активно вирощували хміль, а в 1970-х хмелерадгосп «Прогрес» висадив під нього понад 200 гектарів. Для місцевих жителів це була можливість добре заробити.

## Відомі люди
Народились:
- Бєлкін Володимир Володимирович — український конструктор, науковець і організатор досліджень, розробок і виробництва у галузі радіоелектроніки для авіаційної промисловості.
- Савченко Юрій Васильович (1954) — Надзвичайний і Повноважний Посол України в Узбекистані.
- Самойленко Анатолій Михайлович  — академік НАН України, директор Інституту математики НАН України .
- Тимошенко Леонід Володимирович — український історик, професор, декан історичного факультету Дрогобицького педуніверситету.

Мешкали:
- Матвієнко Ніна Митрофанівна — народна артистка, Герой України.
- Шелюк Іван Семенович — український письменник з Житомирщини.

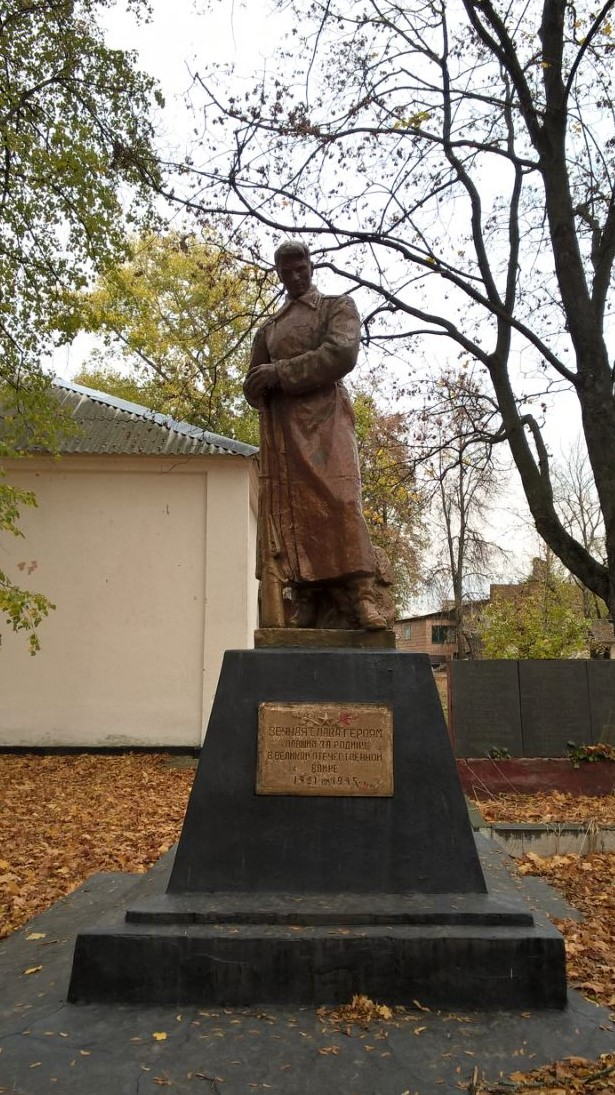
Пам'ятник воїнам, які загинули у роки Другої світової війни
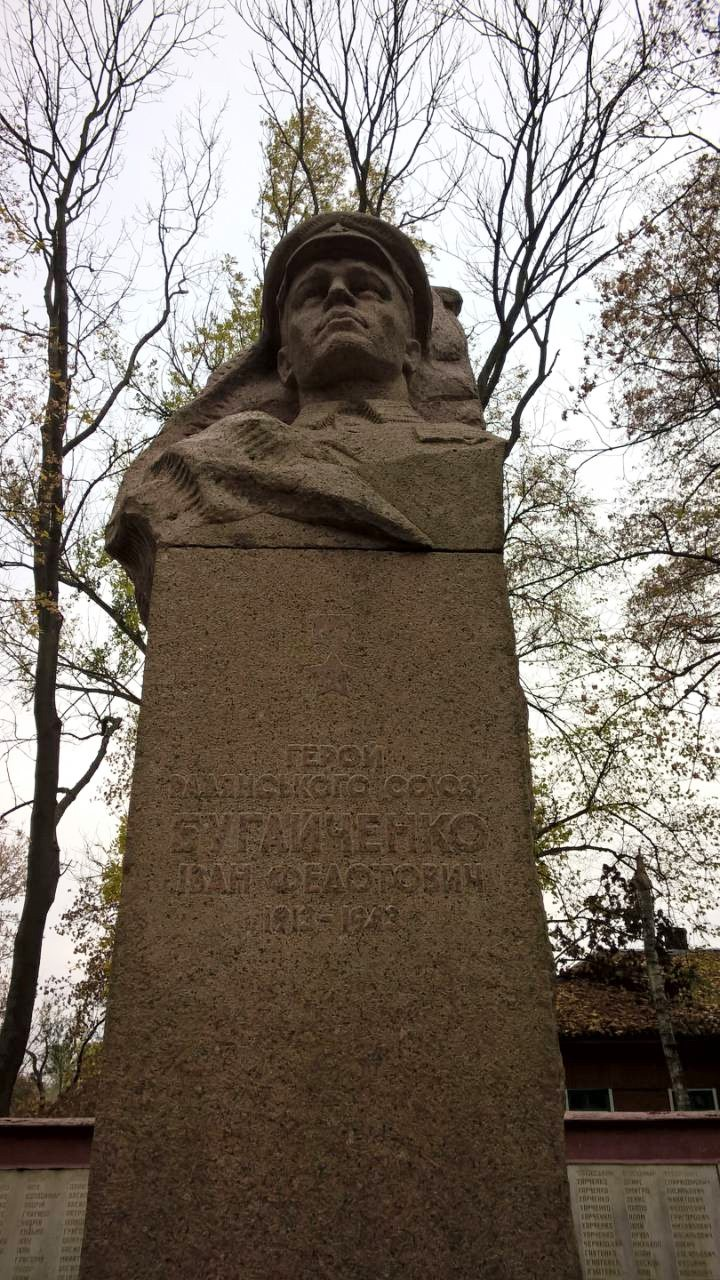
Гранітний пам'ятник-бюст Івану Федотовичу Бугайченку
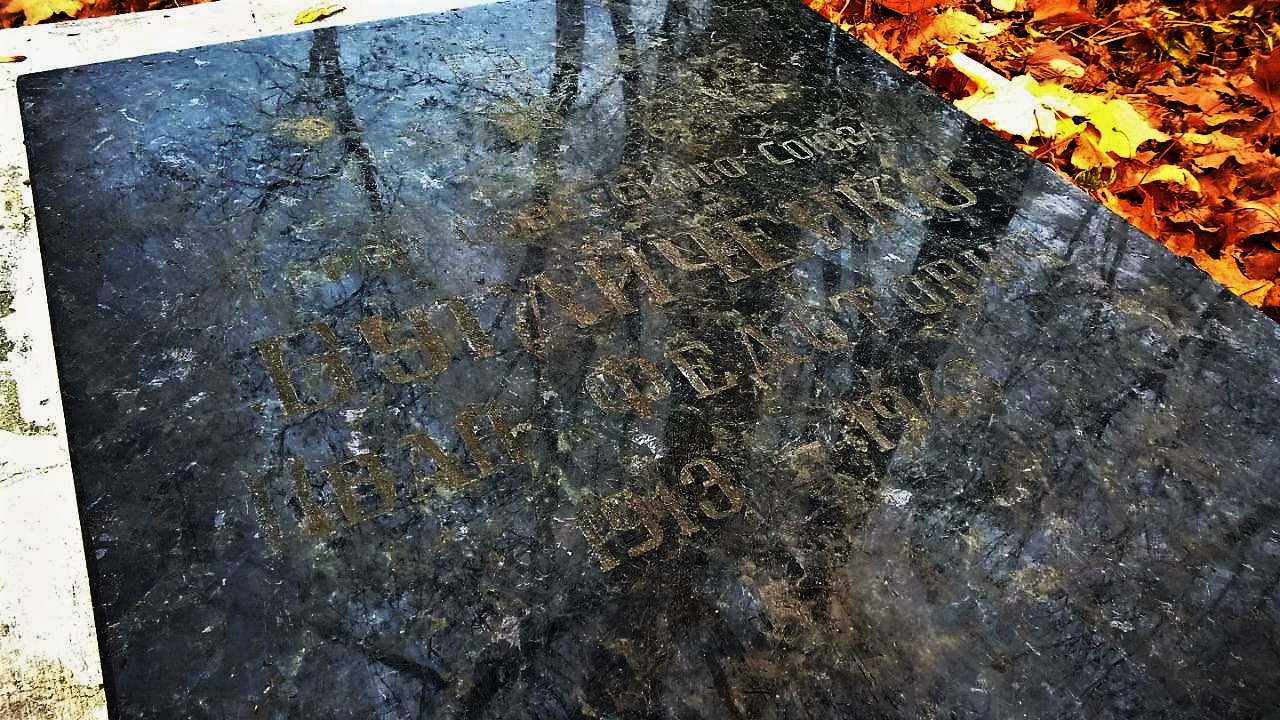
Надгробок на могилі Івана Бугайченка у с. Потіївка